# Ватрушка
Ватрушка је источноевропско пециво које карактерише прстенасто тесто са традиционалним белим сиром у средини, понекад са додатком сувог грожђа или комадића воћа.  Најчешћа величина је око 5-10 цм у пречнику, али постоје и веће верзије. Ватрушке се обично пеку користећи слатко тесто. Слане врсте се праве од незаслађеног теста, уз додатак лука у фил.   
Етимологија речи је неизвесна. Широко распрострањена хипотеза потиче корен имена из речи ватра. Према другој верзији, реч је позајмљена из румунског језика, у којој „ватра“ значи „нека врста колача, куваног у ватри“.  Алтернативне хипотезе га прате или до глагола терет (тереть, „трљати“ или „нарибати“) или до термина творог.   